# Stuart Farquhar
Stuart Farquhar (né le 15 mars 1982 à Te Aroha) est un athlète néo-zélandais, spécialiste du lancer du javelot.

## Palmarès
| Date | Compétition           | Lieu      | Résultat | Marque  |
| ---- | --------------------- | --------- | -------- | ------- |
| 2007 | Championnats du monde | Osaka     | 19e      | 78,08 m |
| 2008 | Jeux olympiques       | Pékin     | 20e      | 76,14 m |
| 2009 | Universiade           | Belgrade  | 2e       | 79,48 m |
| 2010 | Jeux du Commonwealth  | New Delhi | 2e       | 78,15 m |
| 2011 | Championnats du monde | Daegu     | 11e      | 78,99 m |
| 2012 | Jeux olympiques       | Londres   | 8e       | 80,22 m |
| 2014 | Jeux du Commonwealth  | Glasgow   | 5e       | 78,14 m |

## Records
| Épreuve           | Performance | Lieu      | Date          |
| ----------------- | ----------- | --------- | ------------- |
| Lancer du javelot | 86,31 m     | Hiroshima | 29 avril 2012 |